# 大東京信用組合

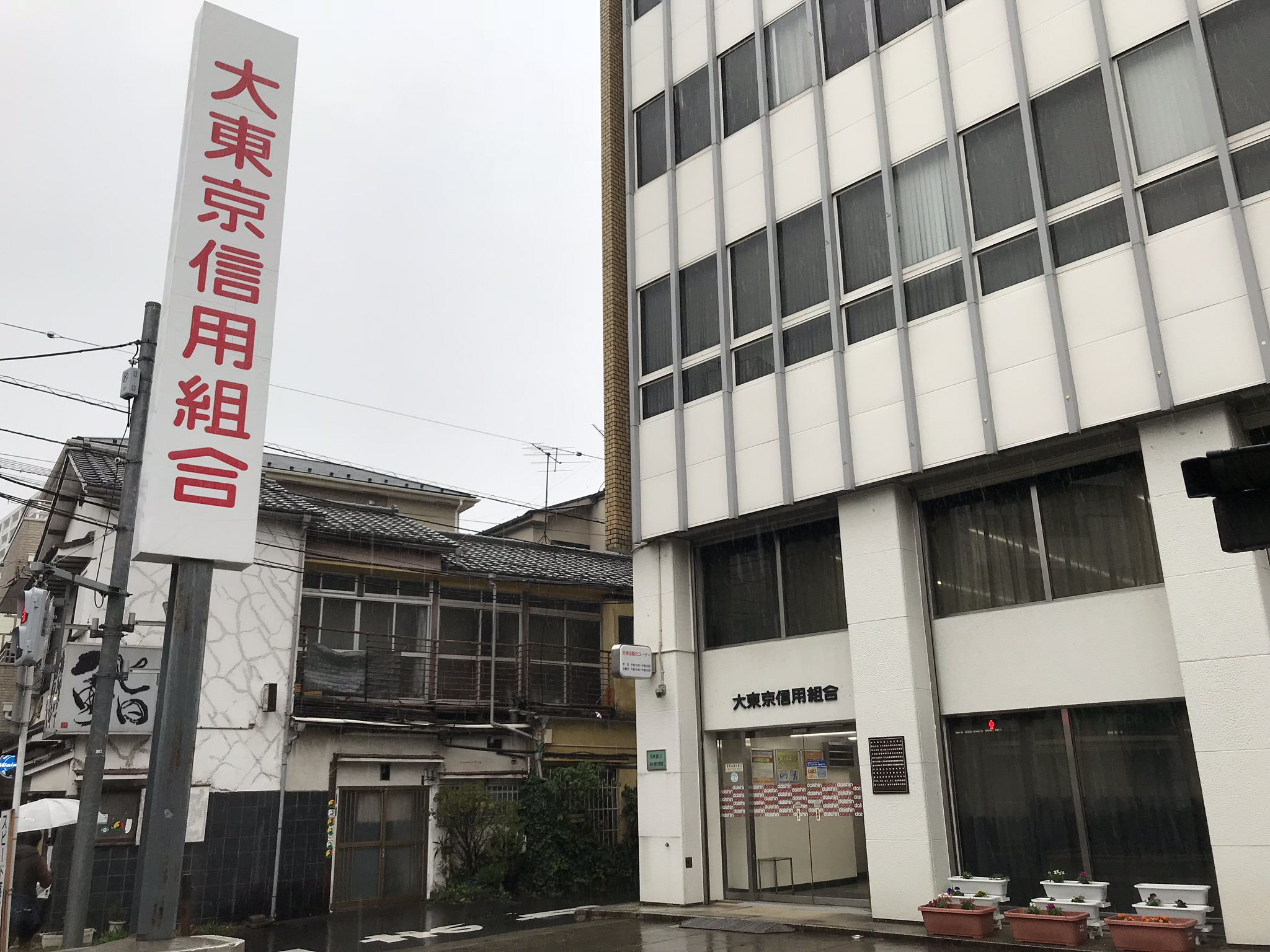
常盤台支店（東京都板橋区）

大東京信用組合（だいとうきょうしんようくみあい）は、東京都港区に本店を置く信用組合。

## 概要
第一勧業信用組合と並ぶ信組大手として知られ、東京都一円（離島を除く）を営業区域とする。窓口は午後4時まで営業。通称大信（だいしん）。
2015年12月14日、台東区に本店を置く北部信用組合と対等合併した。

## 沿革
- 1952年9月 -　業域信用組合として東京畜産信用協同組合を港区芝高浜町に設立。
- 1955年8月 -　日東信用組合を吸収合併し、地域信用組合に変更。
- 1959年10月 -　大東京信用組合に改称。
- 1998年11月 -　品川信用組合の事業譲受。
- 2001年5月 -　振興信用組合の事業譲受。
- 2002年5月 -　三栄信用組合の事業譲受。
- 2002年7月 -　第三信用組合の事業譲受（興産信用金庫と分割譲受）。
- 2007年12月10日 - 東京建設信用組合と合併。
- 2015年12月14日 - 北部信用組合と対等合併。

## 主な出来事
- 1979年 - 吉祥寺支店長が広域暴力団員、金融ブローカーと組み、偽造株券を担保にした融資を行っていたことが発覚。外部へ数億円を流出させた[4]。